# Chester Himes

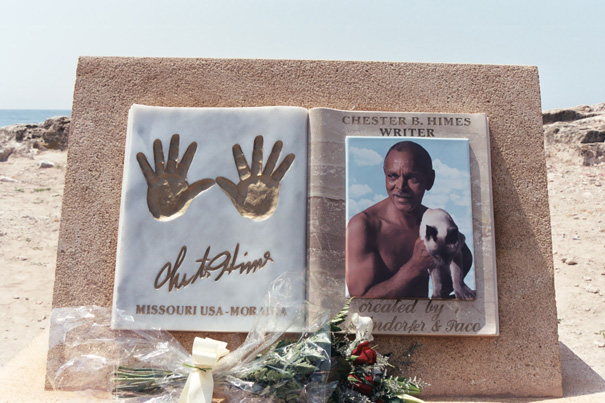
Monumento a Chester Himes en Moraira (Teulada-Alicante).

Chester Bomar Himes (Jefferson City, Misuri, Estados Unidos; 29 de julio de 1909 - Moraira, Alicante, España; 12 de noviembre de 1984) fue un escritor afroamericano, conocido sobre todo por sus novelas de serie negra, aunque también practicó otros géneros.

## Biografía
Hijo de una familia de clase media, Chester Himes creció en Misuri y Ohio. Sus padres fueron Joseph Sandy Himes y Estelle Bomar Himes. Estudió en el instituto de Cleveland (Ohio) y en la Universidad de Columbus, de donde fue expulsado en 1926 tras su detención por participar en un robo. Por aquel entonces ya se desenvolvía en ambientes delictivos y del juego. Pudo evitar la cárcel, pero, dos años después, ingresó en prisión por robo a mano armada con una condena de 20 años. Durante su encierro comenzó a escribir relatos cortos y a publicarlos en revistas. El primero apareció en 1934.
Puesto en libertad en 1935, desempeña diversos oficios y sigue escribiendo hasta que en 1945 publica su primera novela, If He Hollers Let Him Go! (Si grita, déjalo ir), que obtiene un gran éxito y le permite dedicarse a la literatura.
En 1953, siguiendo el ejemplo de otros escritores americanos, como Ernest Hemingway, Himes comienza a pasar largas temporadas en Francia, en donde se ha convertido en un escritor popular, hasta que en 1956, cansado del racismo de su país, se instala permanentemente en París, en donde coincide con los también escritores afroamericanos Richard Wright y James Baldwin.
En esta época comienza la serie de novelas de género negro policial que protagonizan los detectives de Harlem Ataúd Ed Johnson y Sepulturero Jones (Coffin Ed Johnson y Grave Digger Jones), que le haría mundialmente famoso y lo pondría a la altura de otros reconocidos autores del género, como Dashiell Hammett o Raymond Chandler.
En 1969, Himes se trasladó a vivir a Moraira (Alicante, España), en donde falleció en 1984. Está enterrado en el cementerio municipal de Benisa.

## Obra
Aunque las novelas y relatos de Himes pertenecen a varios géneros, especialmente los policiales y los de denuncia política, todas tienen en común el tratamiento del problema racial en los Estados Unidos.
Chester Himes escribe sobre los afroamericanos en general, especialmente en dos libros que tratan sobre las relaciones laborales y los logros de los negros americanos: Si grita, déjalo ir — que contiene muchos elementos autobiográficos— presenta la lucha contra el racismo en Los Ángeles, durante la Segunda Guerra Mundial, de un trabajador de los astilleros. Una cruzada en solitario es una obra más larga con temática similar. Cast the First Stone (Tirar la primera piedra) se basa en su experiencia en la cárcel y fue su primera novela, pero se publicó con diez años de retraso, quizá debido al tratamiento positivo que hace Himes del tema de la homosexualidad.
La serie de novelas más popular de Himes fue la que presenta a los detectives Ataúd Ed Johnson y Sepulturero Jones, de la policía de Nueva York, que prestan servicios en Harlem. Las narraciones se desarrollan en un tono sarcástico y una visión fatalista de la vida en las calles del barrio negro. Los títulos más conocidos de la serie son: For Love of Imabelle (Por amor a Imabelle), All Shot Up (Todos muertos), The Big Gold Dream (El gran sueño del oro), The Heat's On (Empieza el calor), Cotton Comes to Harlem (Algodón en Harlem), and Blind Man With A Pistol (Un ciego con una pistola). Todos fueron escritos entre 1957 y 1969.